# Tanzania na Letnich Igrzyskach Olimpijskich 1968
Tanzanię na Letnich Igrzyskach Olimpijskich 1968 reprezentowało 4 zawodników  w dwóch konkurencjach, boksie i lekkoatletyce, nie zdobywając żadnego medalu. Był to drugi start reprezentacji Tanzanii na letnich igrzyskach olimpijskich.

## Skład kadry

### Boks
Mężczyźni
- Titus Simba

waga średnia - eliminacje

### Lekkoatletyka
Mężczyźni
- Norman Chihota

bieg na 100 m – eliminacje ( 10,57 s)
- Norman Chihota

bieg na 200 m – eliminacje ( 21,28 s)
- Claver Kamanya

bieg na 400 m – 7 pozycja w pierwszym półfinale (46,2 s)
- John Stephen Akhwari

maraton - 57. pozycja (3:25:17)